# 飛人佐敦

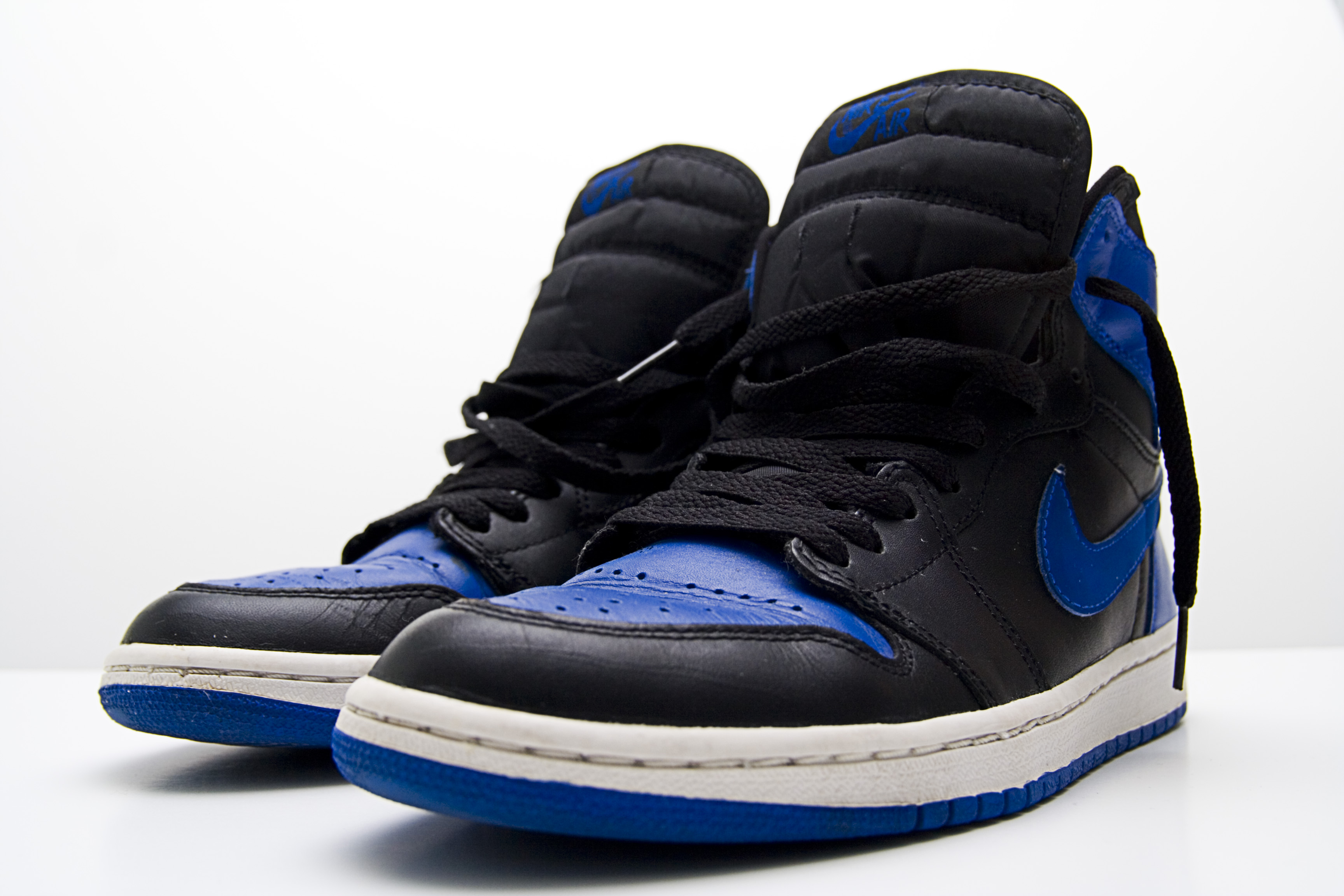
Air Jordan I

飞人乔丹（Air Jordan，簡稱AJ），是经由美国NBA篮球巨星迈克尔·乔丹授权的，耐克公司旗下的運動鞋品牌。飞人乔丹运动品牌的标志为乔丹跳起腾空单手扣篮，即常说的“Jumpman”。
第一對 Air Jordan I 於1984年11月17日發行給仍是 NBA 新星的米高佐敦穿著，經歷了接近30年，現時除了主線“Air Jordan”外，還有其他支線產品，包括Air Jordan Force、6 rings、Air Jordan Spiz'ike等、亦出過不少套裝、特別版或限量款式。
過往，Air Jordan 都是迈克尔·乔丹的專用球鞋，除了他以外，其他球星並沒有穿著來比賽。首次有其他球星穿著 Air Jordan 比賽的是斯科蒂·皮蓬，他當時穿著了 Air Jordan X 比賽，並在鏡頭前抬起腳上的球鞋做出手勢，貌似要求當時退休去打棒球的乔丹回歸NBA。自此，其他球星亦開始陸續地穿著。而相關服裝和配飾則以 Jordan Brand 的名義銷售。2001年起，耐克透過 Jordan Brand 開始招攬一些運動員作為旗下代言人，稱為“Team Jordan”（乔丹團隊），亦不只限於籃球員，例如就有棒球手德瑞克·基特、賽車手丹尼·夏文林（Danny Hamlin）、傷殘田徑運動員埃普里·霍姆斯（April Holmes）等。

#### Air Jordan IV （1988）

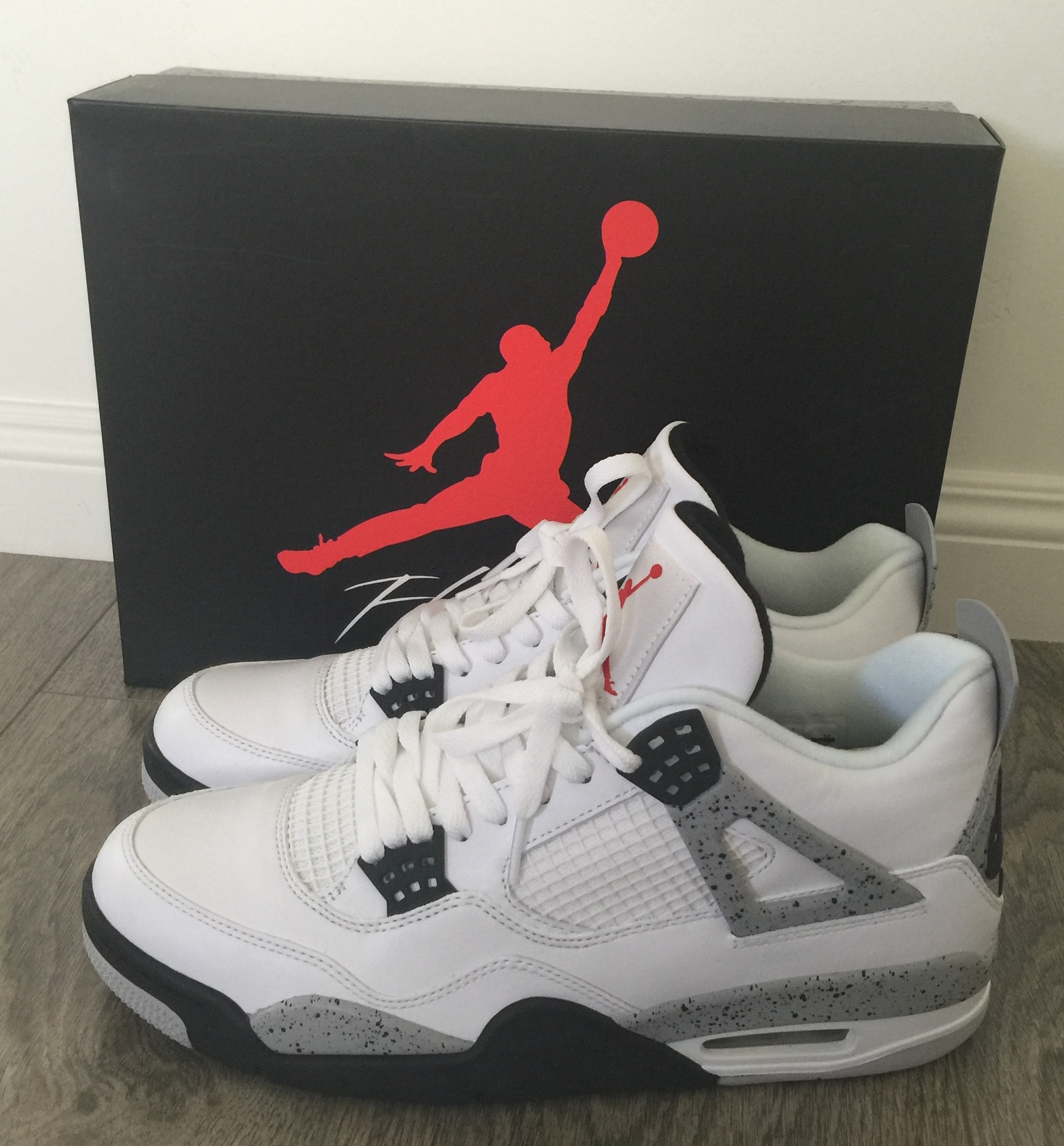
Air Jordan IV

#### Air Jordan V （1989）

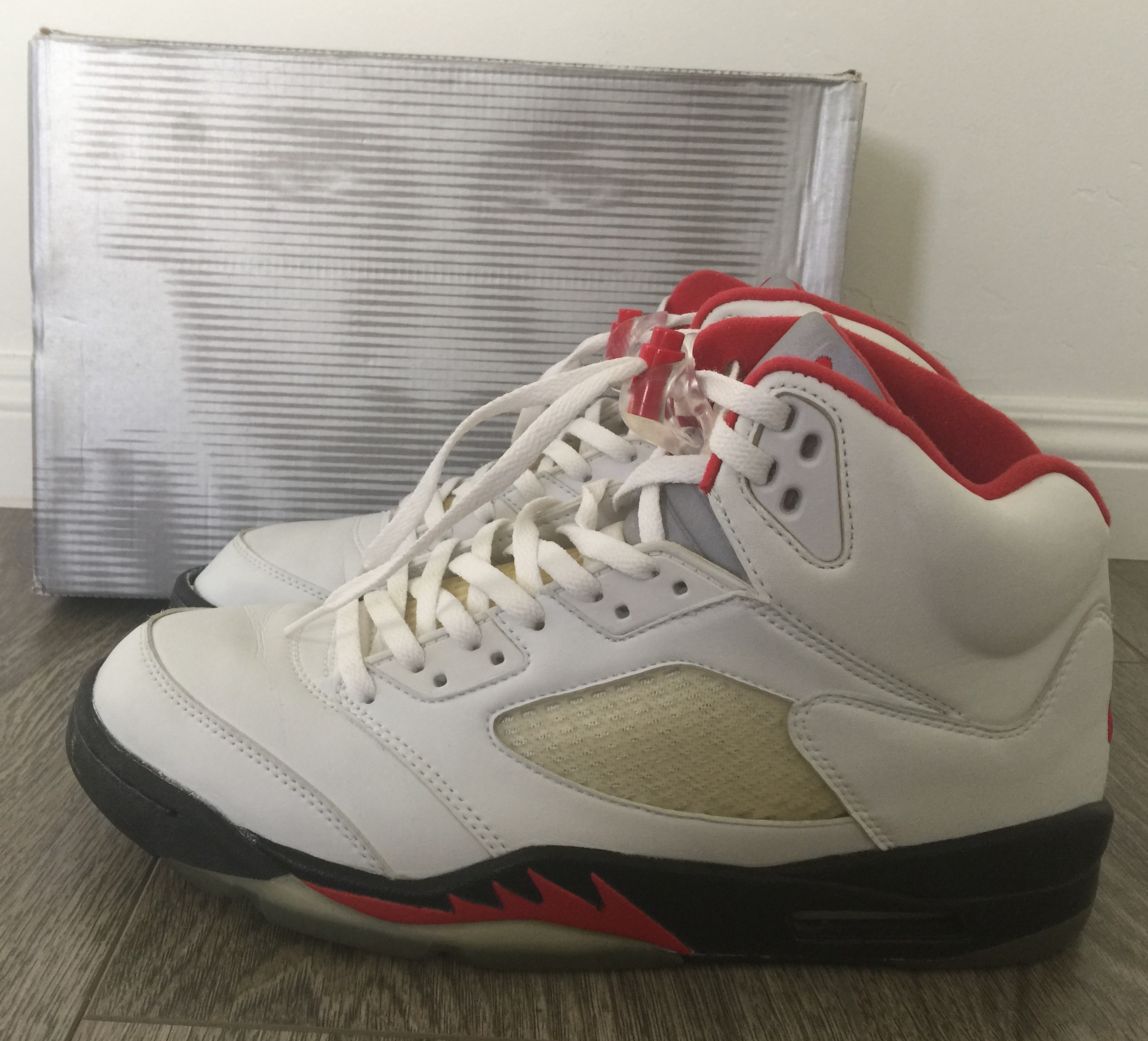
Air Jordan V

#### Air Jordan VI （1990）

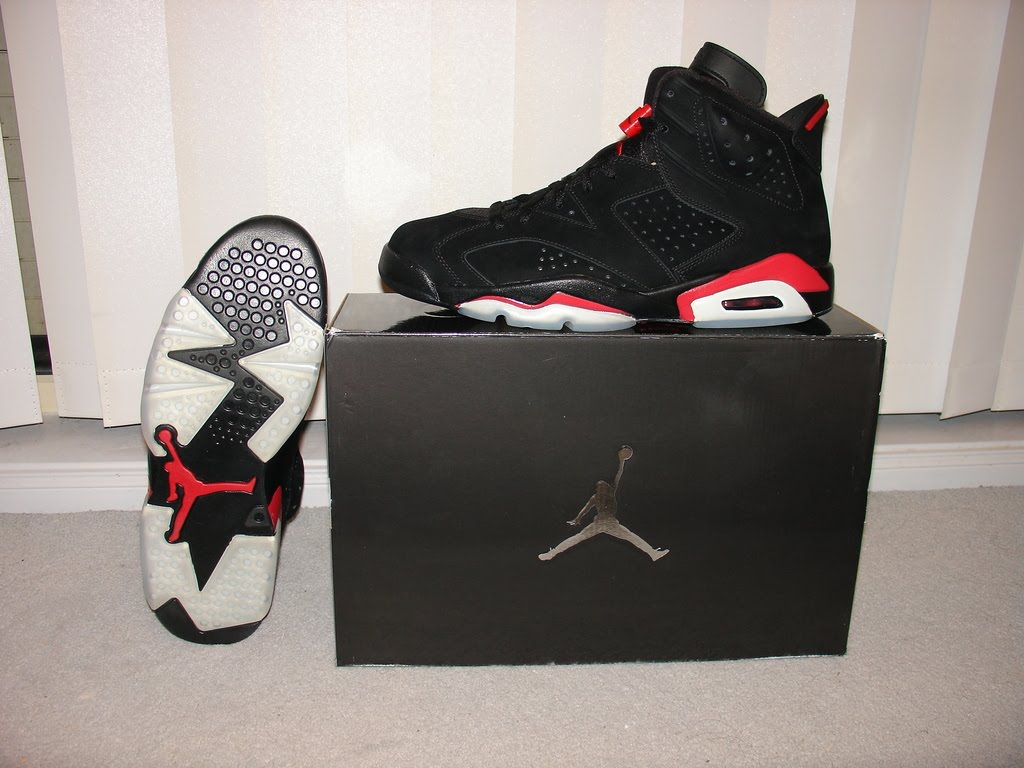
Air jordan VI

#### Air Jordan VIII

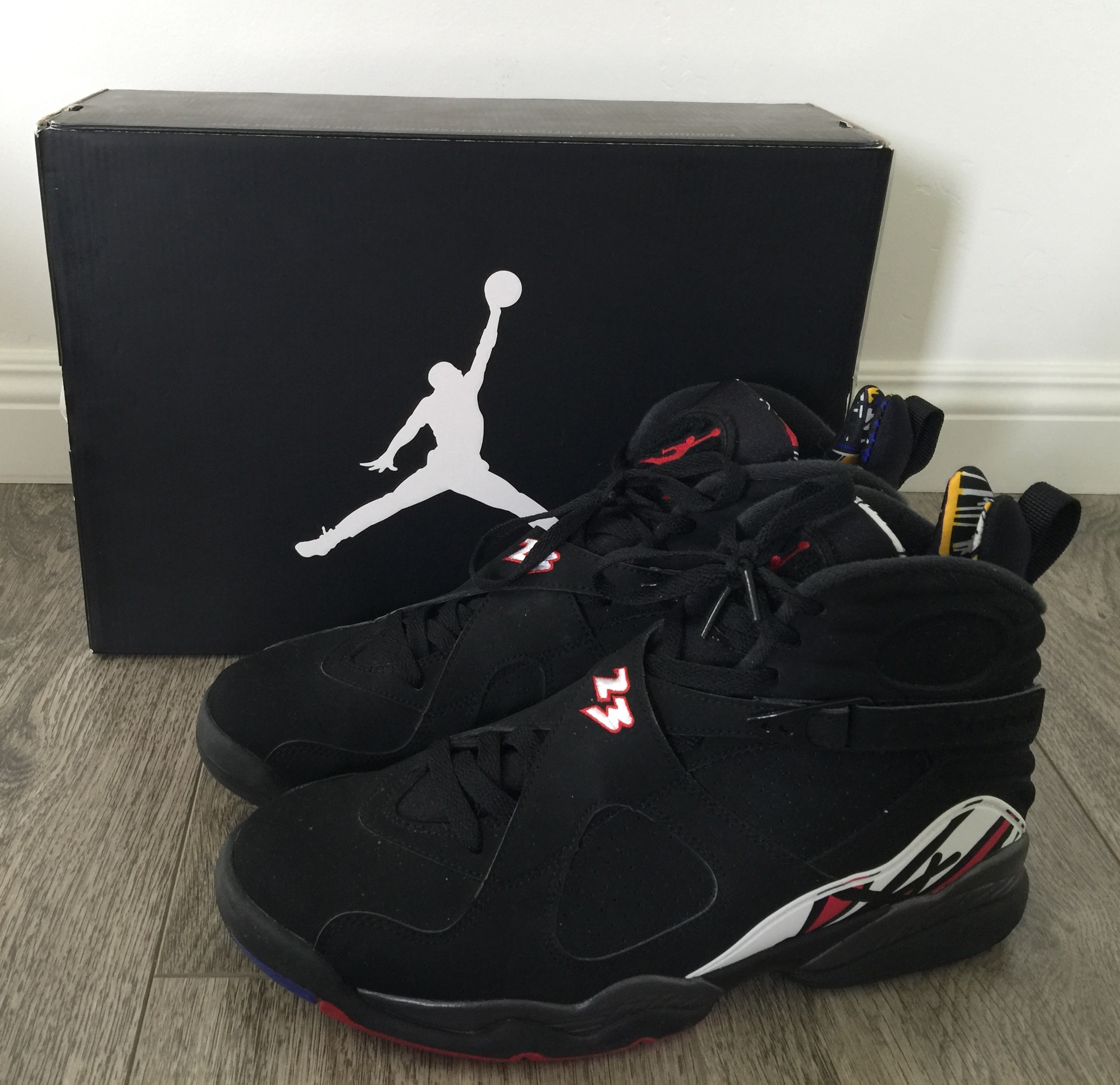
Air Jordan VIII

#### Air Jordan XII

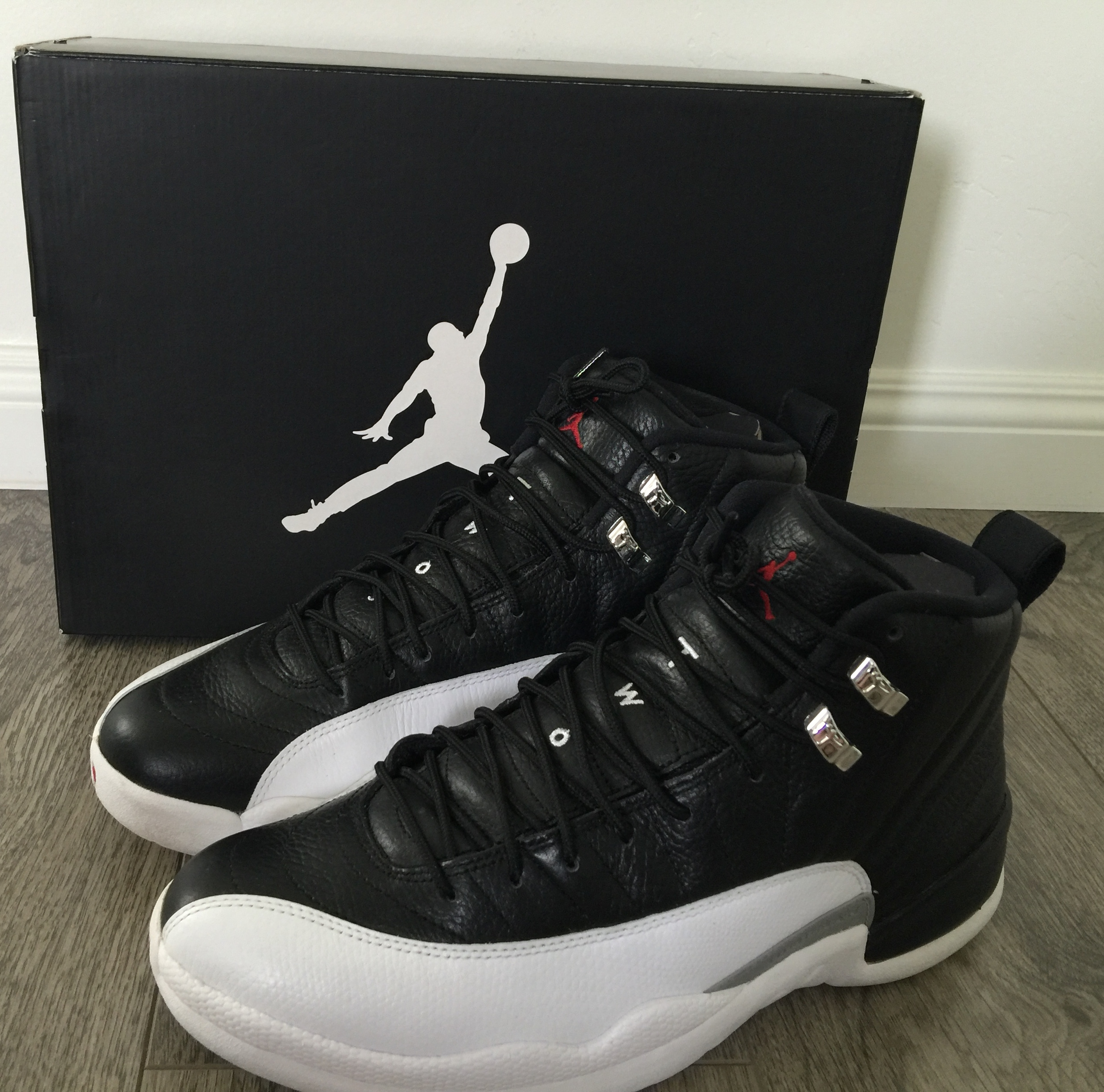
Air Jordan XII

#### Air Jordan XIII

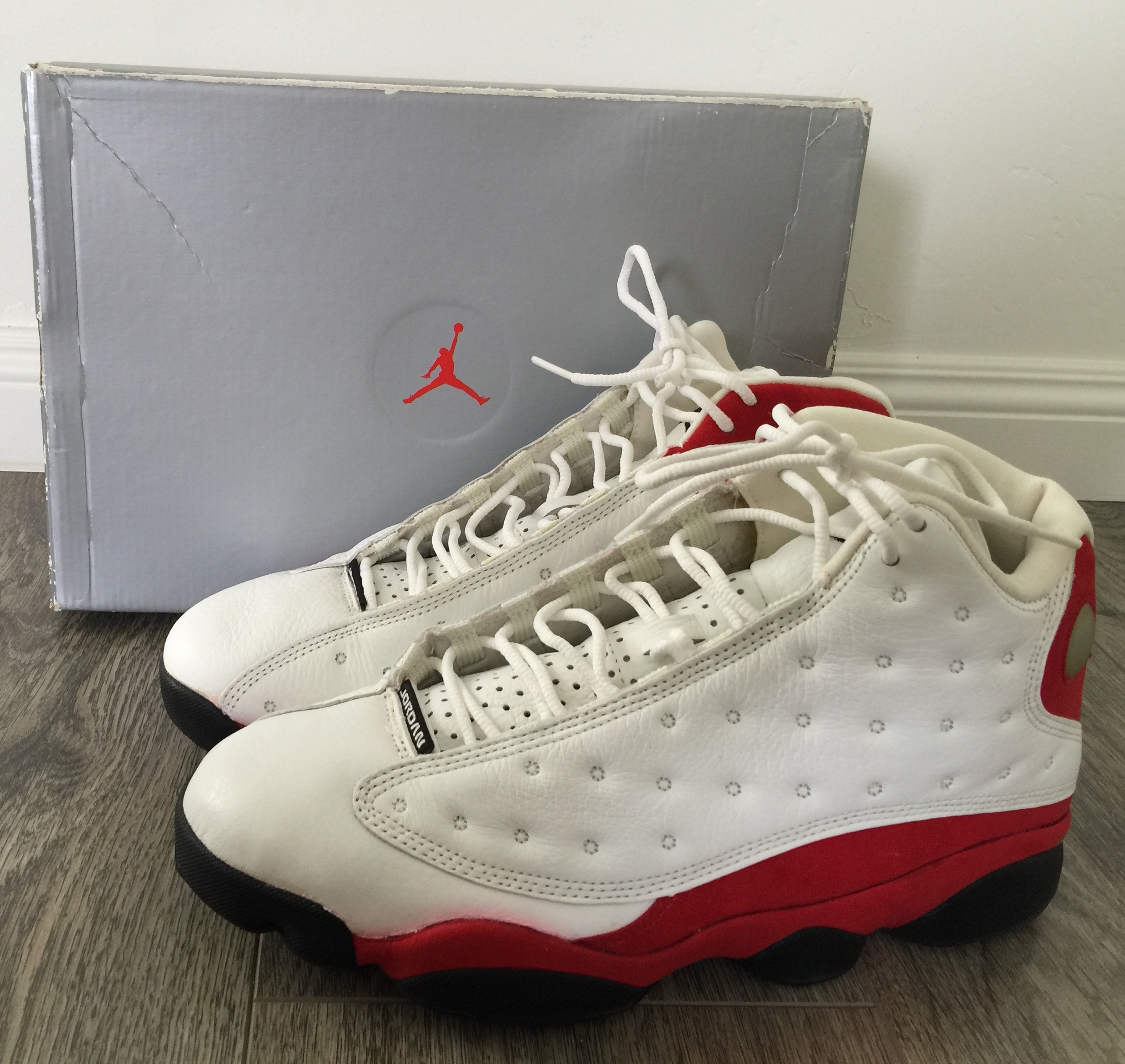
Air Jordan XIII

## 维权事件
中国大陆的品牌（QiaoDan），为乔丹体育在中国所申请注册的商标。2016年，中国最高人民法院最终裁定迈克尔·杰弗里·乔丹拥有中文“乔丹”的姓名权，但对汉语拼音“qiaodan”和“QIAODAN”不具有姓名权。

## 各產品系列
不計算佐敦牌（Jordan Brand）的其他生產線，各套裝系列歸回所屬鞋款

### 乔丹服役期间发布

#### Air Jordan I（1984）
第一款Air Jordan是迈克尔·乔丹在1984年效力芝加哥公牛队期间为他生产的，由彼得·C·摩尔设计。作为Air Jordan I 原型的Nike Air Ship的红黑配色后来被当时的NBA总裁大卫·斯特恩禁止，因为上面几乎没有白色。 （这条规则被称为“51%”规则，在2000年代后期被废除。）

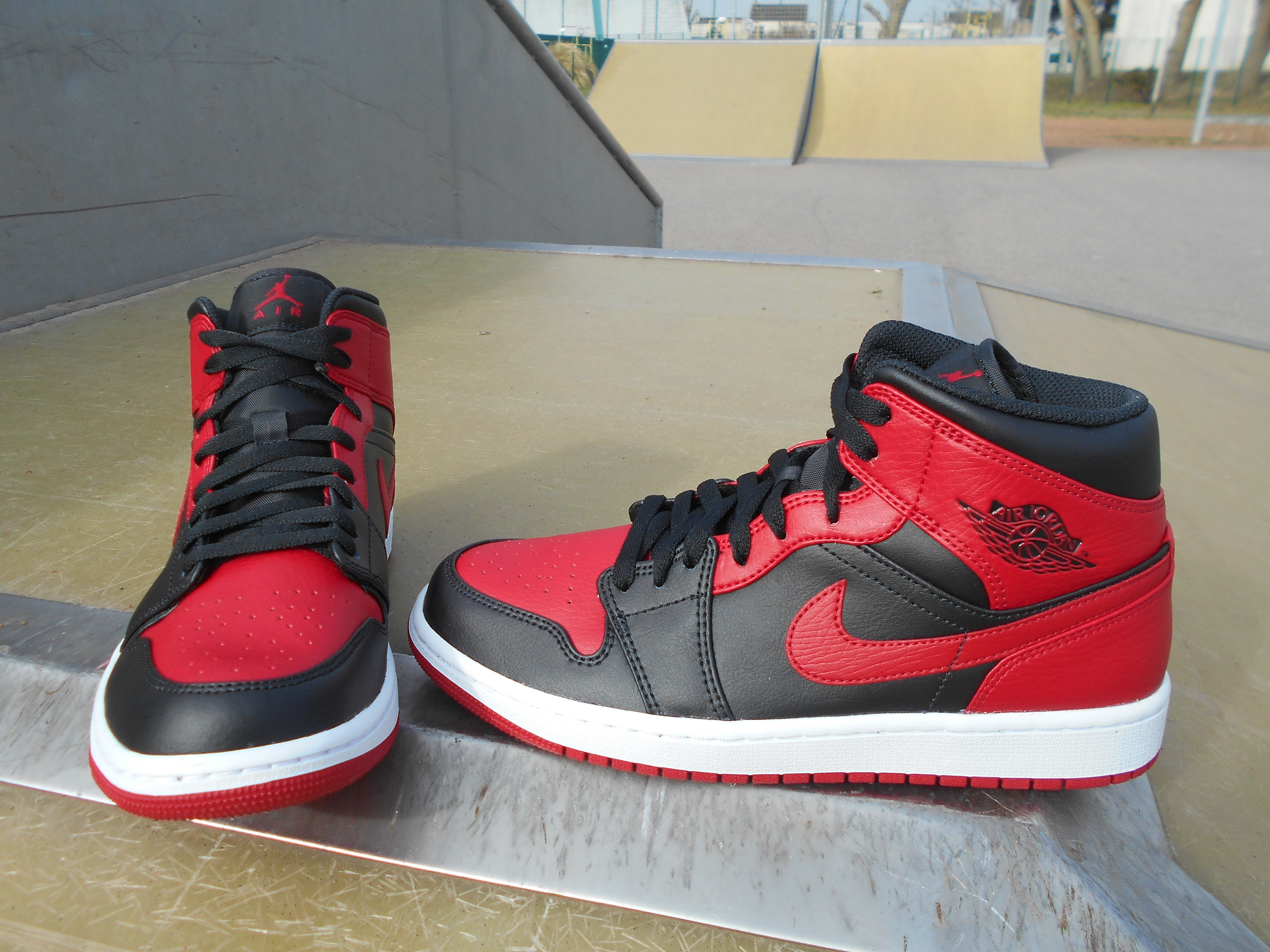
Air Jordan I

#### Air Jordan II （1986）
Air Jordan I的成功鼓励耐克在1986年为新的篮球赛季发布新Air Jordan。由Peter Moore和Bruce Kilgore设计，Air Jordan II的独特之处在于它是在意大利制造的。在早期的测试中，乔丹实际上穿的是一个测试型，它融合了原始Air Jordan的鞋面和为新型号设计的缓冲科技。Air Jordan II配备全掌Air-Sole气垫，旨在缓解乔丹的双脚酸痛。这双鞋的轮廓与第二年发布的 Nike Air Python相似。 AJ II采用仿蜥蜴皮和俯冲线条，类似于跑车的设计细节（这种设计美学在系列后期融入Air Jordan系列）。 AJ II 通过聚氨酯中底和全掌Nike Air气垫提供了更好的缓震性能，以此获得最大的舒适度。Air Jordan II是第一款鞋面没有Nike swoosh标志的Jordan，不过“Nike”是缝在鞋跟柜台上的。由于脚骨折，MJ在 1986-87 赛季只穿了 18 场Air Jordan II。该鞋于1986年至1987年发售时最初零售价为 100 美元。该鞋款后来在1994、2004-05、2008、2010、2014-18年重新发售，命名为Jordan Retro 2。

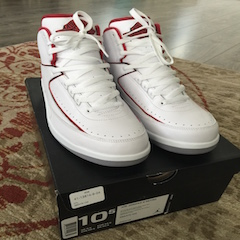
Air Jordan II

#### Air Jordan III（1987)
最初于1988年发布，首次采用气垫外露设计，2009年飞人佐敦重新推出了备受追捧的Air Jordan III"True Blue"配色。 这是一个仅限国际发行的版本，这意味着它们不在美国销售。2011 年，该品牌发布了黑人历史月Air Jordan III配色，以纪念黑人历史月35周年。

2020年2月15日，为庆祝伊利诺伊州芝加哥举办2020年NBA全明星赛，发布了最新版本的Air Jordan 3 SE“Red Cement”。还推出了芝加哥独有的配色版本。这双鞋的鞋跟带有“Nike Chi”标识，取代了传统的“Nike Air”标识。

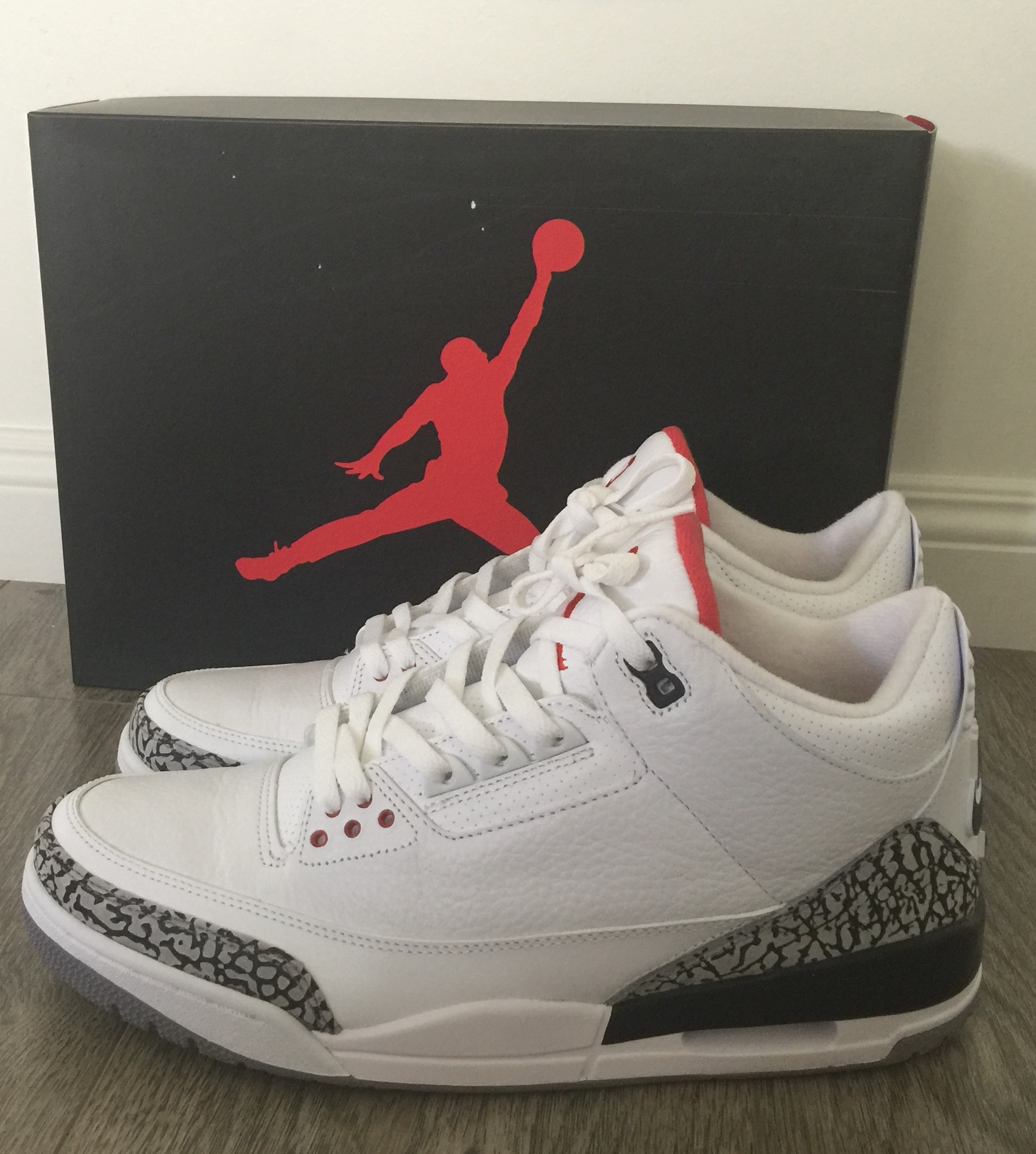
Air Jordan III

#### Air Jordan XI
首次使用漆皮為鞋面的材料，最初因物料被質疑不合適作為打球用而銷售平平，但亦因為它破格的設計，令一些藝人或歌手穿着它出鏡，因而受到歡迎，是歷來最受歡迎的AJ系列。

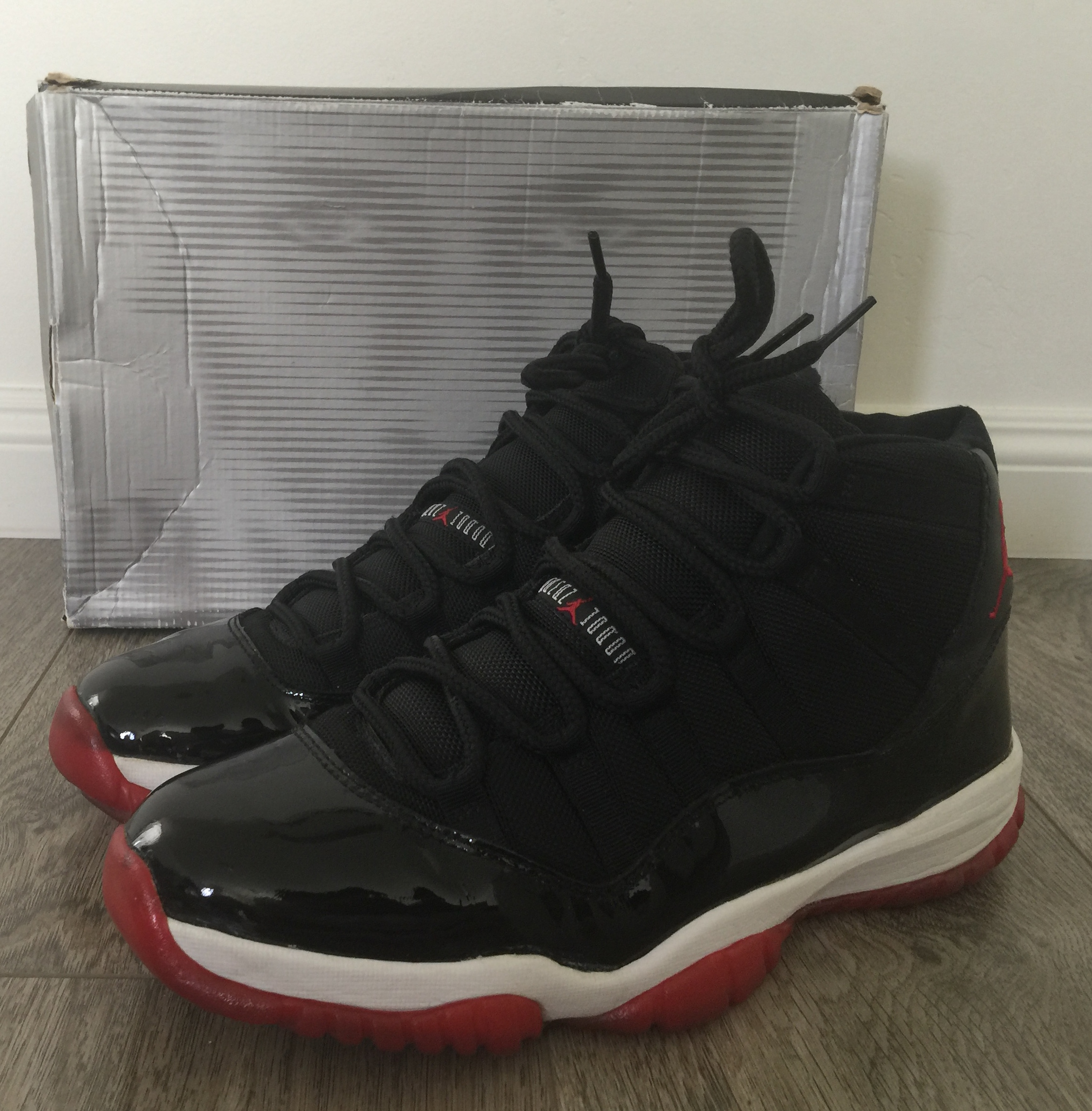
Air Jordan XI

### 乔丹退役后发布

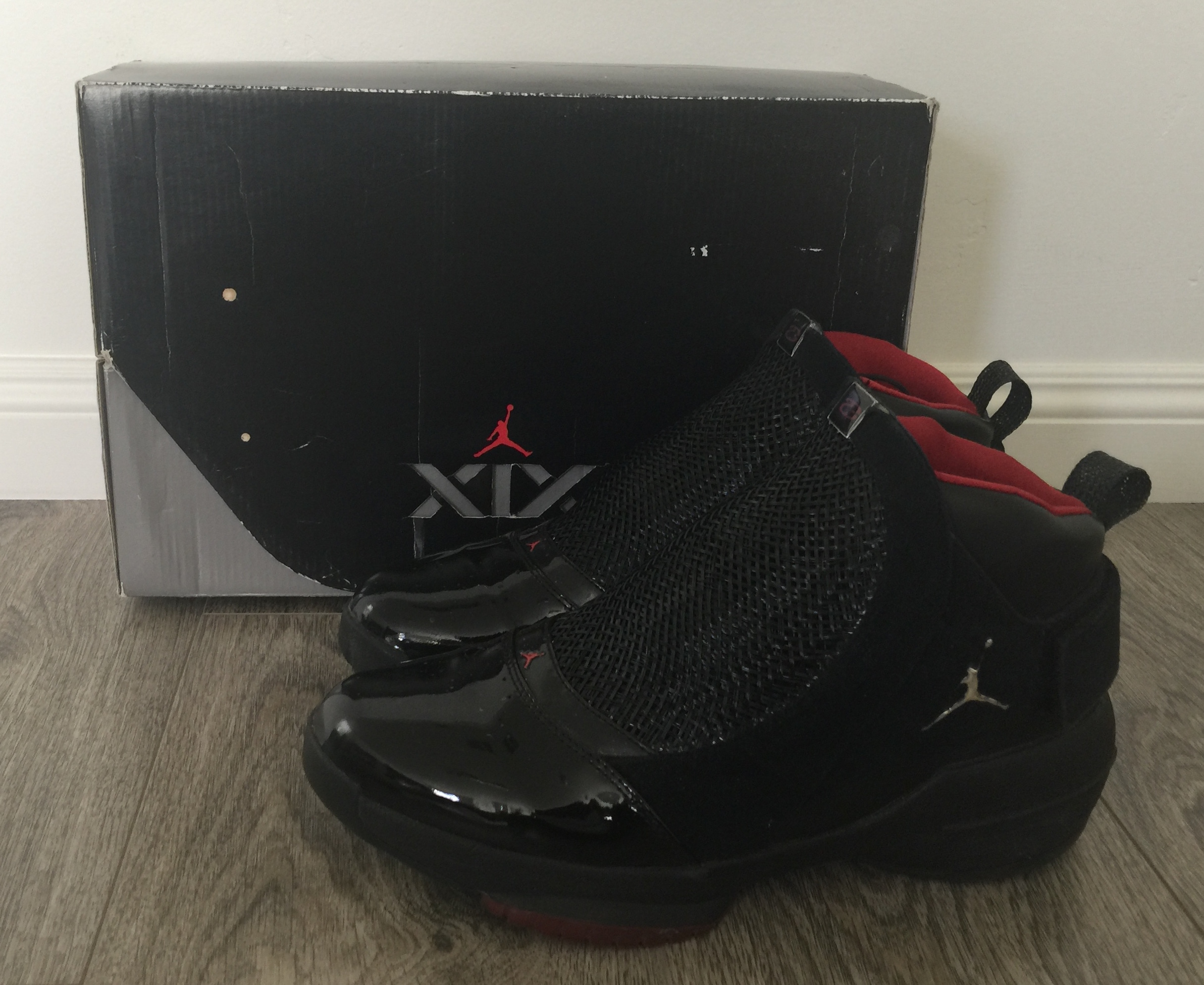
Air Jordan XIX
Air Jordan XX
Air Jordan XXI
Air Jordan XX2
Air Jordan XX3

#### Air Jordan 2009, 2010, 2011, 2012
由於「23」是代表佐敦的數字，也代表了這系列的一個圓滿總結（也表示了沒有其他事可以超越他，即「23」的象徵意義），因此，Nike在推出下一款的佐放產品時，不再以代數來表示，而是改用推出的年份作為名稱，因而原來應稱作「Air Jordan XX4」的，便變成為「Air Jordan 2009」，可是以「象徵意義」為因的意念並不受落，這更直接地反映在銷量上比之前的代數有着非常明顯的跌幅，結果這命名方法只維持了四年，至2013年時，重新以號數來稱呼，是為「Air Jordan XX8」。

#### XX8-XXX5
從第31代開始，都會在球鞋的設計上重新加入1代的元素在內（即32代有2代的元素，如此類推）。

#### Air Jordan XXX6
- Air Jordan Dub Zeros
- Air Jordan Spiz'ike

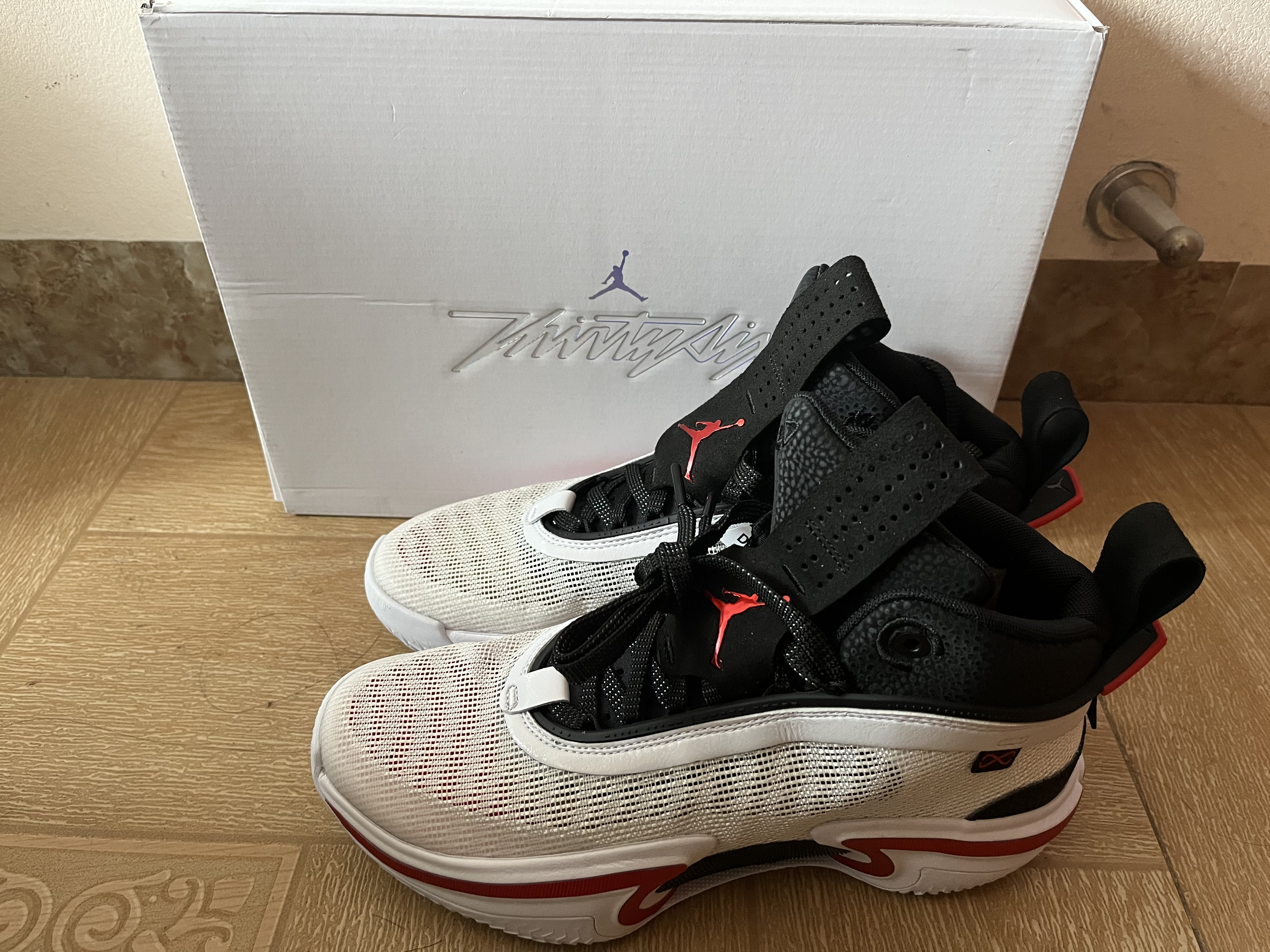
Air Jordan XXXVI

- Air Jordan Native Sixty Plus
- Air Jordan "6 Rings" shoe

以佐敦於取得六隻NBA冠軍指環時所穿着的鞋款：6代、7代、8代、11代、12代、13代及14代的元素所結合而成的合體鞋。
- Air Jordan Force

與Air Force 1的結合版本，简称AJF。通常所采用的设计方式为Air Force 1的鞋底，搭配某一款正代 Air Jordan 的大部份鞋面设计元素。曾發售過的型號分別有AJF3、AJF4、AJF5、AJF6、AJF8、AJF9、AJF10、AJF12、AJF13和AJF20。
- Jordan CMFT

與Air Max 的結合版本
- Air Jordan Future，採用 Air Jordan XI 的鞋底及配置。